# 延命寺 (葛飾区白鳥)
延命寺（えんめいじ）は、東京都葛飾区にある天台宗の寺院。

## 歴史
室町時代前期、源慶によって開山された。源慶は近江国三井寺の大僧都であり、本所区中之郷（現墨田区吾妻橋）に三囲神社の別当寺として創建した。
本尊の延命地蔵尊は、中之郷の瓦師である中氏彦六によるもの。三囲神社の本地仏であり、寺号の由来となっている。
その後、1693年（元禄6年）に水戸藩の用地として接収されたため、三囲神社とともに移転した。明治期の神仏分離により、三囲神社から切り離されることになった。
1923年（大正12年）の関東大震災で罹災したため、1927年（昭和2年）に現在地に移転した。

## 交通アクセス
- 青砥駅より徒歩16分（経路案内）。